# Harald Schumacher
Harald Anton Schumacher (nascut el 6 de març de 1954 a Düren, Alemanya, comunament conegut com a Toni Schumacher, és un exporter de futbol alemany, i membre de la Selecció de futbol d'Alemanya.